# Les Loges-Marchis
 Les Loges-Marchis  es una población y comuna francesa, situada en la región de Baja Normandía, departamento de Mancha, en el distrito de Avranches y cantón de Saint-Hilaire-du-Harcouët.

## Demografía
| 1164 | 1139 | 1053 | 1017 | 916 | 870 |
| Para los censos de 1962 a 1999 la población legal corresponde a la población sin duplicidades (Fuente: INSEE [Consultar]) |      |      |      |     |     |